# براندون جوردن
براندون جوردن (بالإنجليزية: Brandon Jordan)‏ هو لاعب كرة قدم أمريكية ولاعب كرة القدم الكندية أمريكي، ولد في 17 سبتمبر 1988 في هيوستن في الولايات المتحدة.